# 谭余保
谭余保（1899年12月8日—1980年1月10日），湖南茶陵洮水村人，中华人民共和国政治人物。

## 生平
读过3年书。学舞狮子。1926年10月参加农民运动，被推举为乡农协主席。1927年加入中国共产党。1927年11月随毛泽东上井冈山。后曾任中共茶安酃特区区委书记、茶陵县苏维埃政府主席等职。父亲、妻子、儿子、小女儿被地主武装杀害。1932年出任湘赣省苏维埃政府副主席兼财政部长，1933年升任主席。此后又任中共湘赣边特委书记。坚持南方三年游击战争，期间湘赣省委书记陈洪时、省委副书记副主席曾开福、政治保卫局长刘发荣叛变。1936年至1937年，湘赣边开始恢复，省委恢复湘赣独立团，团长段焕竞、政委刘培善、特派员黄炳光。1937年10月下旬，项英派遣陈毅到九陇山、铁镜山传达中央指示湘赣红军游击队下山改编为新四军，被谭余保、湘赣省肃反委员会主席颜福华扣押。后派遣交通员到吉安见到了新四军驻吉安办事处的曾山（江西省委书记），带回来大量党的文件与正式介绍信。湘赣边各红军游击队从武功山、九陇山、五里山、太平山、柑子山、七都山、杨梅山等到莲花县龙上村集结，约400人改编为新四军第一支队第一大队。大队长段焕竞、政委刘培善。谭余保任新四军司令部参议、湘赣边特委书记。
1938年9月奉命赴陕北参加洛川会议。与易湘苏结婚。一边治病，一边进入延安马列学院学习。抗战后期延安整风期间，翻出了1937年改编新四军之前，湘赣边杀害了上山传达中央指示的湘南第一游击队政委，属于“军阀作风”。毛泽东通过周恩来传话给陈毅与谭余保：在当时的情况下，谭余保没有杀害陈毅，说明他粗中有细。并排王震调解。
抗战结束后出任中共热河省委副书记。1948年任职于中共中央组织部。
中华人民共和国成立后，历任湖南省人民政府副主席，湖南省委纪律检查委员会书记，湖南省委副书记、书记（当时有第一书记）等。1963年出任中南局常委、中央监察委员会中南局监察组长。文化大革命结束后于1977年当选湖南省人大常委会副主任。1980年在北京逝世。

## 家人
- 儿子谭元刚：任湖南省驻京办主任
- 大女儿谭木兰：1929年逃到江西永新，在湘赣苏区打游击。解放后任茶陵县民政局局长。
- 孙譚作鈞现为國務院國有資產監督管理委員會黨委委員、副主任